# Centre des planètes mineures
Minor Planet Center
Pour les articles homonymes, voir CPM et MPC.
Le Centre des planètes mineures,,, (en abrégé CPM,, bien que rarement utilisé) ou Centre des petites planètes,,,,, (en anglais Minor Planet Center, en abrégé MPC, plus courant y compris en français) est un organisme dépendant de la division III de l'Union astronomique internationale (UAI), opérant depuis le Smithsonian Astrophysical Observatory. Il a été créé à l'université de Cincinnati en 1947 par l'astronome Paul Herget, qui l'a dirigé jusqu'en 1978. 

## Présentation
Sous les auspices de l'UAI et en collaboration avec le Bureau central des télégrammes astronomiques (CBAT), le MPC a pour mission de collecter les données d'observations concernant les objets mineurs du système solaire (astéroïdes et comètes), de calculer leurs orbites et de publier ces informations. Le MPC fournit un certain nombre de services en ligne pour assister les astronomes dans leurs observations, ainsi que le catalogue complet des orbites des objets mineurs (MPCORB), librement téléchargeable.
Le MPC est également chargé de la désignation de l'ensemble des objets mineurs découverts parmi les corps célestes : astéroïdes, comètes et satellites naturels.

## Publications
Le Centre des planètes mineures publie des circulaires électroniques (Minor Planet Electronic Circulars, MPEC) consacrées aux petits corps du système solaire. Ces circulaires comportent des nouvelles et des informations spéciales sur les planètes mineures ainsi que des documents à parution régulière sur les comètes. Les nouvelles découvertes de planètes mineures particulières tels les astéroïdes géocroiseurs ou les transneptuniens, sont annoncées via ces circulaires. Les paramètres améliorés des orbites y apparaissent régulièrement. 
Des listes mensuelles d'objets spéciaux observables, objets distants, comètes et objets numérotés figurant sur la liste critique des planètes mineures y apparaissent également. Les mises à jour quotidiennes des MPEC, publiées chaque jour, contiennent les nouvelles identifications et les orbites calculés au cours des dernières 24 heures.

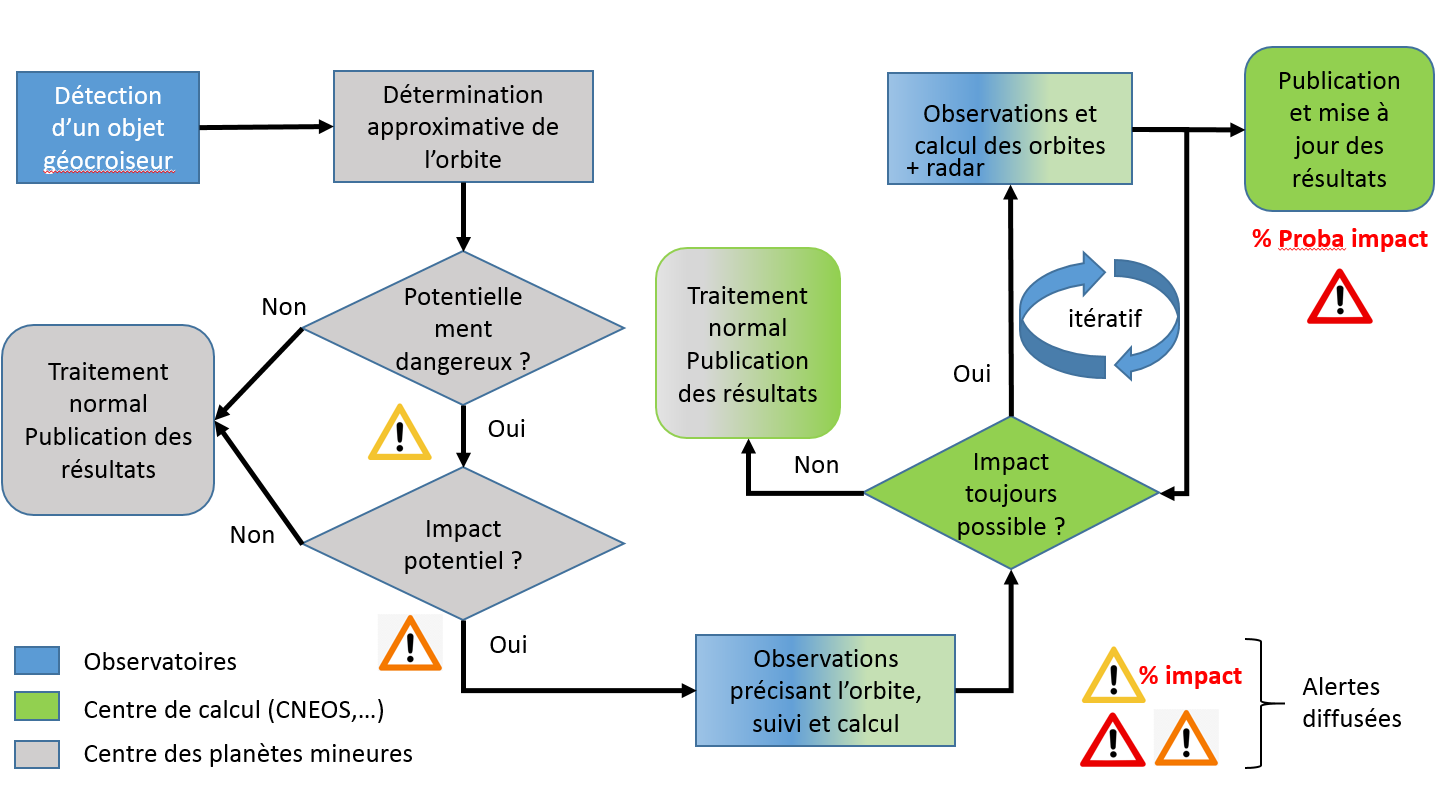
Le Centre des planètes mineures joue un rôle central dans le processus de détection des géocroiseurs, d'évaluation des risques et de déclenchement des alertes.